# Gabriel Delaunay
Pour les articles homonymes, voir Delaunay.
Gabriel Delaunay, né le 30 avril 1907 à Sainte-Christine (Vendée), mort le 5 août 1998 à Bordeaux (Gironde), est un résistant, haut fonctionnaire et écrivain français.

## Carrière

### Enfance et études
Né dans une famille de petits paysans du Marais poitevin, Gabriel Delaunay est élève à l'école normale de La Roche-sur-Yon (Vendée), puis de Rennes (Ille-et-Vilaine), et devient instituteur. Tout en enseignant à La Châtaigneraie, puis à Saint-Maurice-des-Noues, il poursuit des études supérieures jusqu'à l'agrégation d'histoire et géographie (1937), matière qu'il enseigne au lycée de Bourges puis au lycée Michel-Montaigne de Bordeaux.

### Seconde guerre mondiale
Mobilisé dès le début  de la Seconde Guerre mondiale  il participe aux opérations dans les Ardennes (1940), puis à la retraite de Bergerac, ce qui lui vaut de recevoir la Légion d'honneur du Général Weygand. Il reprend sa place au lycée Michel-Montaigne. Dès le début de l'occupation allemande, en septembre 1940, il s'engage dans la Résistance.
Il est brièvement arrêté plus à cause de ses opinions politiques que pour ses activités clandestines. Sous le pseudonyme de Merlin, il devient le responsable des Mouvements unis de la Résistance dans le département de la Gironde. Il se trouve contraint de quitter Bordeaux fin 1943 pour échapper à l'étau qui se resserre. De 1943 jusqu'au débarquement de 1944 il était au quartier Péré à Saint-Sever dans la maison « Durou » avec sa femme Alice qui était inspectrice des écoles primaires. Il n'a jamais participé à aucune action de résistance durant toute cette période, tandis que le réseau local affilié au réseau « Aristide » était quant à lui bien actif. Il serait parti après le 24 aout 1944, les Allemands ayant quitté Saint-Sever ce jour-là. Il y revient le 6 juin 1944, à la demande de la direction de son réseau, et participe aux combats de libération de la ville (28 août), avant de se consacrer à la mise en place du comité départemental de Libération.

### Haut fonctionnaire
Nommé président de ce comité en septembre 1944, il demande au chef de la résistance locale des Landes de lui établir un certificat de résistance de façon à obtenir le grade d'officier de la Légion d'honneur. Il s'oppose en vain à la promotion de Maurice Papon au grade de préfet, lui reprochant d'avoir défendu « avec fidélité » la politique de Pétain. Il souhaitera témoigner lors du procès Papon en février 1998, mais en sera empêché par la maladie.
La suite de sa carrière fait de lui un haut fonctionnaire, nommé en janvier 1945 préfet de Loir-et-Cher puis préfet du Puy-de-Dôme en 1946. Lors des grèves de 1947 à la manufacture Michelin, il refuse d'appliquer les ordres très sévères devant mettre fin aux manifestations, puis lors des grèves de mineurs de juin 1948, il accepte de recevoir les manifestants à la préfecture de Clermont-Ferrand. Pour cela, le ministre de l’intérieur, Jules Moch envisage de le révoquer mais finalement le mute préfet des Basses-Pyrénées (aujourd’hui Pyrénées-Atlantiques).
Puis il dirige la Radiodiffusion-télévision française de février 1957 à juillet 1958. Démissionnaire, il est nommé préfet de la Gironde, préfet de la région Aquitaine, un poste qu'il occupe jusqu’en 1972. Sa proximité avec Jacques Chaban-Delmas, connu dans la Résistance, explique cette longévité tout à fait exceptionnelle dans la fonction.
En 1975, il est candidat à l'Académie française.
Il termine sa carrière comme conseiller d'État en service extraordinaire.

### Famille
Son épouse, Alice Delaunay (1910 - 2003) a été déléguée à l'Assemblée consultative provisoire qui siégea à Paris du 7 novembre 1944 au 3 août 1945. Devenue inspectrice générale de l'instruction publique, elle a été pionnière dans l'introduction de l'apprentissage des langues étrangères par les enfants de l'école maternelle.
Sa fille, Michèle Delaunay, députée de la Gironde, a été ministre déléguée aux Personnes âgées et à l'Autonomie dans les gouvernements Jean-Marc Ayrault (1) et Jean-Marc Ayrault (2).

## Œuvres
- Toute honte bue, 1953
- La Nuit sans aube, Paris, éd. Albin Michel, 1957
- Feuillets du temps volé, essais, Paris, éd. Albin Michel, 1962 Extraits
- Le Miroir d'étain, nouveaux feuillets du temps volé, Paris, éd. Albin Michel, 1967
- L'Herbe et le vent, feuillets du temps volé, Paris, éd. Albin Michel, 1970
- Nul ne sait le jour, Paris, éd. Albin Michel, 1976
- À la croque au sel. Grand menu d'histoires politiques, Les Sables-d'Olonne, éd. le Cercle d'or, 1982,  (ISBN 2-7188-0110-7)
- Le Piéton des nuages : feuillets du temps volé, Paris, éd. Albin Michel, 1973
- Le Mai de l'automne, Paris, éd. Albin Michel, 1978
- Les Feuillets de l'imprévu, Paris, éd. Albin Michel, 1980 (recueil de textes extraits de « Sud Ouest », 1975-1977)
- Le Petit Chouan, Paris, éd. ACE, 1985,  (ISBN 2-8666-4027-6)

## Récompenses et distinctions

### Décorations
- Grand officier de la Légion d'honneur
- Croix de guerre 1939-1945
- Médaille de la Résistance française avec rosette par décret du 16 juin 1946[9]
- Grand officier de l'ordre du Mérite de la République fédérale d'Allemagne (Großes Verdienstkreuz mit Stern)

### Prix littéraires
- 1963 : Prix Broquette-Gonin en littérature pour Les Feuillets du temps volé
- 1970 : Prix Broquette-Gonin en littérature pour L'Herbe et le Vent
- 1980 : Prix Louis-Marin pour Les feuillets de l'imprévu